# Scytodes bertheloti
Scytodes bertheloti là một loài nhện trong họ Scytodidae.
Loài này thuộc chi Scytodes. Scytodes bertheloti được Hippolyte Lucas miêu tả năm 1838.